# Eunoe serrata
Eunoe serrata är en ringmaskart som beskrevs av Ayrton Amaral och Nonato 1985. Eunoe serrata ingår i släktet Eunoe och familjen Polynoidae. Inga underarter finns listade i Catalogue of Life.